# Oonops persitus
Oonops persitus là một loài nhện trong họ Oonopidae.
Loài này thuộc chi Oonops. Oonops persitus được Arthur M. Chickering miêu tả năm 1970.